# Colt King Cobra
Colt King Cobra револьвер подвійної дії на середній рамі 6-зарядним барабаном розроблений в 1986 році компанією Colt's Manufacturing Company для правоохоронців та цивільних любителів зброї. Револьвер був доступний у синьому воронуванні та полірована неіржавна сталь зі стволами різної довжини під набій центрального запалення .357 Magnum.

## Розробка та історія
Незважаючи на схожість Colt Python, конструкція King Cobra базується на іншій моделі Кольта, Trooper MK V, покращена додатковим важчим стволом, під стволом знаходився кожух по всій довжині стволу, який захищав стрижень екстрактора та більш товста суцільна планка над стволом. Револьвер King Cobra було представлено в 1986 році, знято з виробництва в 1992 році. В 1994 році Кольт відновив виробництво. Вдруге виробництво було припинено в 1998 році. Знов виробництво було відновлене в 2019 році під набій .357 Magnum, це був тридюймовий варіант Colt Cobra 2017 року.

## Конструктивні особливості
Револьвер було зроблено на середній рамці ‘V’ 1986-1992, King Cobra пропонували з дуже високоякісної вуглецевої сталі. Фінішна обробка була яскравою і полірованою, глибоко-синє воронування. В періоди 1987-1992 та 1994-1998 пропонували револьвери з неіржавної сталі в матовій обробці, а в період 1988-1992 з'явився варіант з полірованої неіржавної сталі. King Cobra оснащувалися горіховими цільовими або гумовими щічками великого розміру з виїмками для пальців у бойовому стилі та збільшений цільовий курок. Приціл складався з фіксованого механічної мушки з червоною крапкою та регульованого цілика з білою лінією. З часом пропонували стволи різної довжини в залежності від обраної фінішної обробки.
Вороновані моделі мали стволи довжиною 4 та 6 дюймів були доступні з 1986 року до кінця виробництва в 1992 році, крім того в1990-1992 роках були моделі з довжиною стволу 2,5 дюйми. Револьвери з неіржавної сталі в матовій обробці зі стволом довжиною 2,5 дюйми були в каталозі Кольта в 1987-1992 роках. King Cobra зі стволом довжиною 2 дюйми пропонували з 1988 до кінця випуску в 1992 році, а потім знову випускалися в 1994-1998 роках. Моделі зі стволами довжиною 4, 6 та 8 дюймів в матовій неіржавній обробці випускали з 1990 по 1992 роки; їх знов почали випускати в 1994-1998. Револьвери в дзеркальній яскравій неіржавній обробці зі стволами довжиною 4 та 6 дюйми пропонували в 1988-1992 роках, модель зі стволом довжиною 2,5 дюйми випускали в 1990-1992 роках, а модель зі стволом довжиною 8 дюймів випускали в 1989-1992 роках. King Cobra заряджалася потужними набоями .357 Magnum, але як і всі револьвери .357 калібру могли стріляти набоями .38 Special.
В 1998 році верхня планка була просвердлена і отримала нарізку для кріплення кронштейнів для прицілів.
Кольт випустив шість револьверів King Cobra з тридюймовими стволами та фіксованими прицілами. Їх зробили для департаменту поліції Монреаля, який виявив зацікавленість у такій зброї для своїх офіцерів в штатському. Револьвер не прийняли на озброєння і повернули продавцю. Один з'явився в Північній Кароліні в 2006 році, був зареєстрований в Colt Archives, внесений до списку Gunbroker і зараз знаходиться в руках приватного колекціонера. Доля інших невідома. 
В 2019 році було представлено оновлений револьвер King Cobra з тридюймовим стволом. Вперше зброю було представлено на SHOT Show 2019. 
Як і всі револьвери .357 Magnum, Colt King Cobra мог стріляти коротшими, але схожими за параметрами набоями .38 Special.